# Dilomilis
Dilomilis es un género que tiene asignada cinco especies de orquídeas. Es originario de las Antillas Mayores.

## Descripción
Son plantas cuyos tallos no forman pseudobulbos y tienen varias hojas y la cubierta de las inflorescencias en racimos o cimosa, con flores que no tienen ningún vínculo entre el ovario y pedicelo.

## Especies
- Dilomilis bissei
- Dilomilis elata
- Dilomilis montana
- Dilomilis oligophylla
- Dilomilis scirpoidea